# Rue Adolphe-Focillon
La rue Adolphe-Focillon est une rue du 14e arrondissement de Paris. 

## Origine du nom
La rue porte le nom d'Adolphe Focillon (1823-1890), professeur et naturaliste.

## Historique
La rue est ouverte par M. Dareau en 1891, avant de prendre le nom de « rue Focillon » par arrêté préfectoral du 2 août 1899. Elle prend sa dénomination actuelle par arrêté du 24 juin 1907.

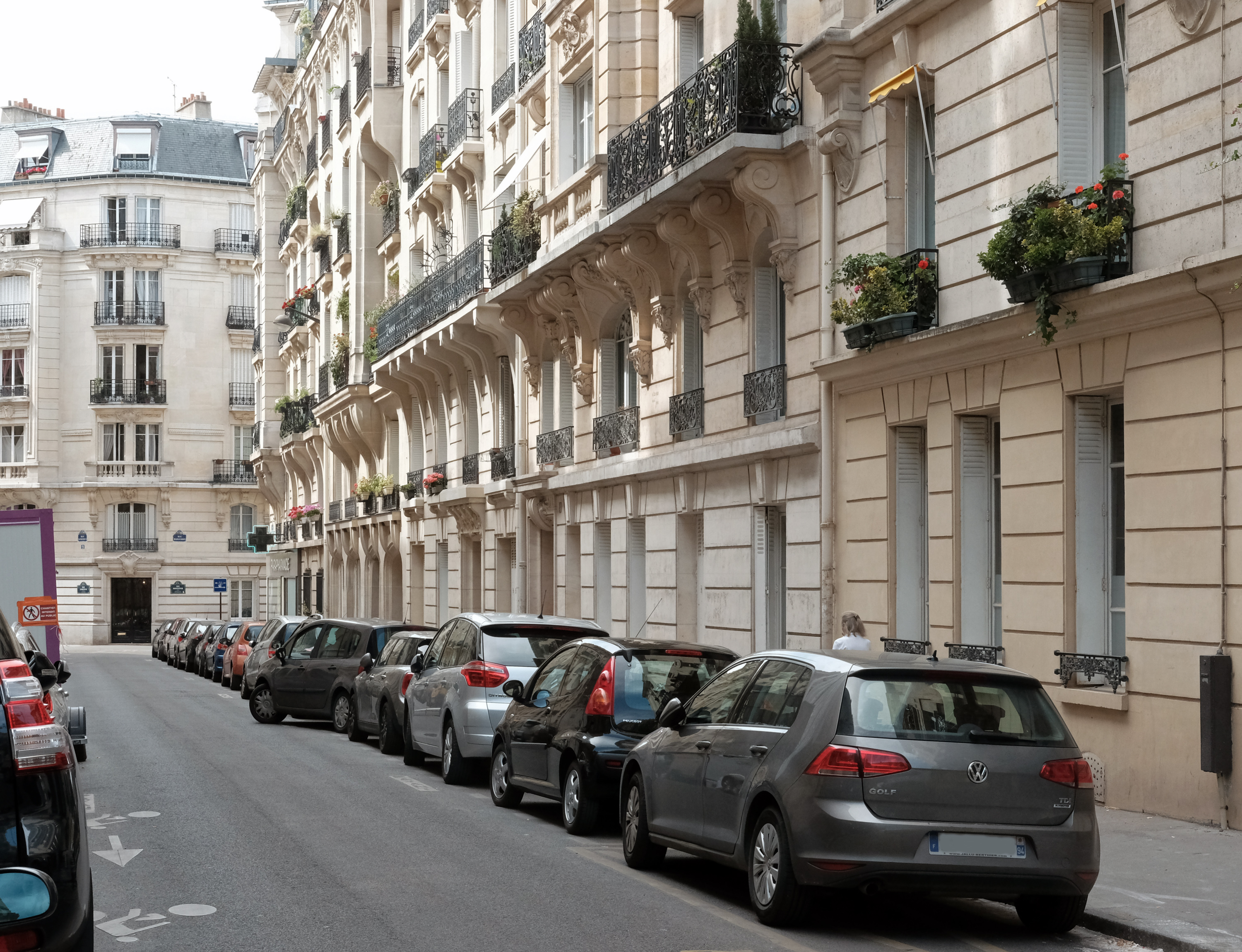
Vue de la rue.